# Antoine Goléa
Antoine Goléa, né Siegfried Goldman le 30 août 1906 à Vienne et mort le 12 octobre 1980 à Paris 15e, est un musicologue français d'origine roumaine.
Il est l'un des membres fondateurs de l'académie Charles-Cros.

## Biographie
Il est poussé par son père vers la carrière de violoniste et entre à l'âge de neuf ans au conservatoire de Bucarest, où il étudie le violon sous la direction de Cecilia Nitzulescu-Lupu, une violoniste ratée selon Goléa, qui a d'abord cru à son talent. Mais, après neuf années d'étude (1920-1928), ils doivent tous deux se rendre à l'évidence : il n'est pas fait pour être violoniste virtuose, malgré le premier prix de violon qui couronne ses longues années d'études. Il a alors dix-huit ans. Après trois années au lycée français de Bucarest, il est envoyé en France par ses parents pour poursuivre ses études secondaires. Il arrive à Montpellier vers la fin de l'été 1928 et, ayant obtenu son baccalauréat de philosophie ainsi qu'un certificat d'études supérieures de langue allemande, il se dirige en octobre 1929 vers Paris, où il s'installe pour le restant de ses jours.
Goléa est l'un des premiers participants de la célèbre émission d'Armand Panigel La Tribune des critiques de disques, lancée en 1947 sur Paris Inter (et plus tard sur France Musique), aux côtés de Claude Rostand, José Bruyr et Henri Jacques. D'autres critiques connus rejoindront plus tard cette tribune, en particulier Jacques Bourgeois et Jean Roy.
Chroniqueur à Télérama, à Diapason, à Témoignage chrétien, il est l'un des plus importants critiques de musique contemporaine, connu pour ses prises de position intransigeantes et sa défense passionnée de la musique sérielle, qu'il a longtemps considérée comme la seule musique contemporaine digne d'intérêt. Il a aussi écrit une Histoire du ballet (1967).
Vers la fin de sa vie, cependant, Goléa est amené à atténuer un peu ses positions. Dans le dernier ouvrage publié de son vivant (La Musique de la nuit des temps aux aurores nouvelles), il doit reconnaître qu'« un phénomène encore plus grave s'est produit : la musique sérielle est morte de sa belle mort… »
Goléa a toujours été un ardent défenseur de la musique de Debussy, de Messiaen, de Schoenberg et de Boulez, qu'il considérait comme les véritables créateurs de la musique contemporaine, alors que, à la question de savoir ce qu'aura signifié un Richard Strauss dans l'évolution de la musique de notre temps, il répond : « Rien, très exactement ! »
Il avait épousé la chanteuse Colette Herzog.

## Citation
Extrait d'un article paru dans la revue Musica en 1956, et repris dans sa biographie Je suis un violoniste raté :

« Les œuvres du passé qu'on admire à juste titre aujourd'hui, celles qu'on joue le plus souvent, sont celles qui, à l'époque de leur naissance : 1) apportèrent quelque chose de nouveau dans l'évolution musicale ; 2) heurtèrent de ce fait la sensibilité des contemporains ; 3) se signalent aujourd'hui par une valeur intrinsèque, indépendante de leur place dans l'évolution…
Qu'il soit donc entendu, une fois pour toutes : 1) qu'une œuvre ne peut plaire que si elle est le fruit du génie ou, au moins, d'un très grand talent ; 2) que cependant sa pérennité n'est assurée que si elle apporte également quelque chose de nouveau dans l'évolution musicale ou, tout au moins, tient compte du dernier stade de cette évolution, non encore sclérosée. »

## Hommage
L'un de ses amis, Maurice Schumann, qui était à ce jour-là académicien, expédia sa lettre de condoléances à la veuve d'Antoine Goléa, à la suite de la nouvelle de son trépas :

« Antoine est mort à l'heure précise où j'étais plongé dans la lecture de son article de la Revue des Deux Mondes, peut-être le dernier qu'il ait écrit ; les pages qui opposent le sérialisme intégral au dodécaphonisme de Schönberg pour défendre en le définissant l'auteur de la Fantasie pour violon et piano dépeignant à merveille Goléa tel qu'il fut et tel qu'il restera : un jugement mesuré (que la passion colorait sans le fausser), et, surtout, un jugement libre, trop libre aux yeux ou aux oreilles de certains, auront été jusqu'au bout les traits ineffaçables et irremplaçables du travailleur acharné dont la belle vie fut illuminée par votre voix. Contraint de passer cette semaine noire outre-Atlantique, je ne pourrais l'accompagner que par la prière et par la pensée. Je lui dédie chaque note de l'émission « le Musique et la Mort » que j'ai exposée la veille de la Pentecôte. Il savait que, sans ses livres et ses conseils, je n'aurais jamais osé m'approcher d'un thème aussi redoutable.

Colette, nous reverrons Antoine avec les yeux de l'âme ... »

— Lettre de Maurice Schumann destinée à la veuve Colette, datée du 12 octobre 1980
Voir aussi : Maurice Schumann, Antoine Goléa un an après (1981) [lire en ligne]

## Ouvrages publiés
- Esthétique de la musique contemporaine, PUF, 1954
- Georges Auric, éditions Ventadour, 1958
- Rencontres avec Pierre Boulez, éditions Julliard, 1959
- La Musique dans la société européenne, du Moyen Âge à nos jours, Bibliothèque de l'homme d'action, 1960
- Rencontres avec Olivier Messiaen, éditions Julliard, 1961
- 20 ans de musique contemporaine. De Messiaen à Boulez. De Boulez à l'inconnu, 1962, 2 vol.
- Richard Strauss, Flammarion, 1965
- Entretiens avec Wieland Wagner, éditions Belfond, 1967
- Histoire du ballet, éd. Rencontres, 1967
- Claude Debussy, Seghers, 1968
- Marcel Landowski, Seghers, 1969
- Je suis un violoniste raté, éditions Julliard, 1973 ; rééd. Belfond, suivi de Et après par Jérôme Spycket, 1981 [extrait en ligne]
- La Musique, de la nuit des temps aux aurores nouvelles, éditions Alphonse Leduc, 1977, 2 vol.
- Georges Enesco, un grand inconnu, éditions Salabert, 1980
- Chapitres importants dans les ouvrages collectifs suivants : Wagner,Bach, Mozart, Liszt, Berlioz, Debussy, tous publiés dans la collection « Génies et Réalités », éditions Hachette.